# Cenocoelius villaenovae
Cenocoelius villaenovae är en stekelart som först beskrevs av Vollenhoven 1878.  Cenocoelius villaenovae ingår i släktet Cenocoelius och familjen bracksteklar. Inga underarter finns listade.